# Fisiopatologia
Fisiopatologia é o estudo das funções anormais ou patológicas dos vários órgãos e aparelhos do organismo. A natureza das alterações morfológicas e sua distribuição nos diferentes tecidos influenciam o funcionamento normal e determinam as características clínicas, o curso e também o prognóstico da doença.
Fisiopatologia, pode também ser definida como o desenvolvimento da doença.
O estudo dos sinais e sintomas das doenças é objeto da Propedêutica ou semiologia, que têm por finalidade fazer seu diagnóstico, a partir do qual se estabelecem o prognóstico, a terapêutica e a profilaxia.